# وندل پیرس
وندل پیرس (انگلیسی: Wendell Pierce؛ زادهٔ ۸ دسامبر ۱۹۶۶) یک تهیه‌کننده، بازیگر سینما، و هنرپیشه اهل ایالات متحده آمریکا است. وی از سال ۱۹۸۶ میلادی تاکنون مشغول فعالیت بوده‌است.
از فیلم‌ها یا برنامه‌های تلویزیونی که وی در آن نقش داشته‌است می‌توان به ممکن است برای تو اتفاق بیفتد، مادرهای بد، موبیوس، در انتظار بازدم، زوج عجیب، خشم در هارلم، زن ۲۴ ساعته و وایر اشاره کرد.